# Conops guineensis
Conops guineensis är en tvåvingeart som beskrevs av Krober 1915. Conops guineensis ingår i släktet Conops och familjen stekelflugor. Inga underarter finns listade i Catalogue of Life.